# Lichtenberg (Weert)
De Lichtenberg is een complex met gebouwen, aangelegd en gebouwd in de periode 1954-1961, aan de rand van Weert in het noorden van de Nederlandse provincie Limburg.  Het geheel is aangelegd ten behoeve van de leerlingen van het Bisschoppelijk College, de nabijgelegen school.
De architect verantwoordelijk voor het gehele complex is de Weertenaar Pierre Weegels (1904-1966), hij werkte samen met de beeldend kunstenaar Harrie Martens (1928-2010).
Het complex combineerde cultuur, sport en religie en omvatte onder meer een openluchttheater (niet meer in gebruik), tennisbanen (nog steeds in gebruik), een zwembad (niet meer in gebruik) en een Mariakapel.
In het kader van de lijst van monumenten uit de wederopbouwperiode 1940-1958 zijn, in de categorie "Vrije tijd", de onderdelen van De Lichtenberg in 2010 als rijksmonument aangewezen.  Het gaat hier om:
| Omschrijving                                                            | Bouwjaar | Opmerking | Afbeelding |
| ----------------------------------------------------------------------- | -------- | --- | ---------- |
| De stenen Boogbrug                                                      |          | Geeft vanaf de Diesterbaan toegang tot de IJzerenmanweg met de "Entree",                                                                                                   |            |
| De Entree                                                               | 1956     | Het toegangshek met natuurstenen hekpijlers en muur |            |
| de tennisbaan met Melkhuisje                                            | 1956     | In gebruik bij de Tennisclub Lichtenberg |            |
| Het zwembad met ligweide, kleedhokjes, pomphuisje en instructeursgebouw | 1956     | Niet meer in gebruik |            |
| De Mariakapel                                                           | 1958     | Bevat elementen gebaseerd op ontwerpen van architect Le Corbusier |            |
| Het Openluchttheater met tribune, toneelgebouw en regiehuisje           | 1959     | Niet meer in gebruik. Na jaren van verwaarlozing is men op 29-2-2024 gestart met de casco-restauratie. Er wordt nog gezocht naar een passende vorm van toekomstig gebruik. |            |
| Het Sanitairgebouw                                                      |          | Oorspronkelijk toiletten en wasruimtes, tegenwoordig in gebruik voor kunst-activiteiten.                                                                                   |            |